# Бойновци
Бòйновци е село в Северна България, община Габрово, област Габрово.

## География
Село Бойновци се намира на около 8,5 km запад-югозападно от центъра на областния град Габрово. Разположено е в югоизточната част на Черновръшкия рид, в долината и по долинните склонове на река Синкевица, вливаща се в Янтра като неин ляв приток в близост до центъра на Габрово. Надморската височина в центъра на селото при параклиса е около 530 m, в южния край нараства до около 570 – 580 m, а в най-югозападния – до около 640 – 650 m.
Общинският път до Бойновци е южно отклонение в село Трънито от третокласния републикански път III-4404, идващ от Габрово и на запад от Трънито през селата Дебел дял и Музга, достигащ до село Гъбене и връзка в него с третокласния републикански път III-4402.
Населението на село Бойновци, наброявало 132 души при преброяването към 1934 г. и намаляло до 22 към 1992 г., наброява към 2024 г. 19 души.

## История
| „       | Основателят на селото Бейкьо дошъл от колибите Паничарка до бившото село Топлеш (днес под водите на язовир Смирненски). Бейкьо живял свободно и радостно, от никого непритесняван в скритите пазви на родния Балкан – сякъл гори, правил копаци и оглеждал овци и кози. Не плащал нито беглик (данък върху добитъка), ни юшур (десятък). Обаче един ден дошли изневиделица двама бегликчии на коне. Той отказал да плати беглика и ги извикал да дойдат следващата седмица, за да има време да продаде агнетата и яретата и да плати целия беглик. Съгласили се турците и отишли към другите колиби. По пътя ги подслушал дядо Шишо, как се заканвали на Бейкьо – не само беглика да му съберат, но и да го умъртвят и стадата му да откарат през Балкана. Разказал дядо Шишо на Бейкьо дочутото, а той му отвърнал: „Ще видим кой кого ще убие“. Нагласил един пън на одъра и го завил с чергата си. През деня пасял стадата, а вечерта се прибрал да спи на тавана. Дошли турците през нощта. Лавнали кучетата, но те ги убили. Влезли в кошарата и започнали да секат с ятаганите си по одъра. „Ох, олеле!“ – се чул жалък глас, а след него от тавана се пропукало шишането (стара пушка). Турците били убити и за да прикрие всичко, Бейкьо ги заровил, а той прехвърлил рътлината и тръгнал на север да търси ново поселище и спасение. Така достигнал до три извора – нарекъл ги Синкьовците. Засели се при тях, като променил и името си от Бейкьо на Бойно, като казал: – „От днес няма вече Бейкьо, няма бельове, а има Бойно, който сам в бой се отърва от двамата турци и ги изпрати при Аллаха да му разправят как хитро ги преселил на онзи свят“. Беглецът Бойно, тук построил отново колиба в тихата скрита долина обрасла с вековни гори. Задомил се и челяд голяма завъдил. | “ |
| легенда | |   |

Едни от синовете му Гено и Партена оснвали съседните села Геновци и Пъртевци. Около Бойно по-късно придошли и други преселници от полето подгонени от турския ятаган и така сложили здраво основите на новообразуваното селце, което кръстили на безстрашния първи негов, жител – Бойновци. 
Селото през годините назад се гордее с Никола Войновски, военен ръководител на ботевата чета; с Цанко Дюстабанов, който като бил ранен от турците се укрил в Бойновци, където бил хранен и обгрижван две седмици; със Стефан Бойновски, който със своята гъдулка и песен прославил не само своето село в България, но и в Париж, Берлин, Прага, Виена, където му записвали народните песни на грамофонни плочи. 
В турско време Бойновци e влизало в състава на нахия Чалъ (Трънето) и давало хора в управлението на общината като писари и кметове. Населението се занимавало с овощарство, скотовъдство, коларство, дърварство и други. То било будно, родолюбиво, ученолюбиво, високо патриотично и политически осъзнато. Най-голямата гордост е славният герой с национално значение Никола Дончев Войновски – военният инструктор и подвойвода в четата на Христо Ботев, загинал на 14 юни 1876 година. Когато постъпил във военното училище в Одеса, му поискали трите имена, смело и гордо в чест на родното си село той казал – Бойновски. Обаче по погрешка е записан като Войновски, с което име остава до края на живота си. Неговият баща е бил дюлгер на работа в Свищов, а след това извикан и станал писар в Габровския конак. Заподозрян в първото Габровоско възстание от 1862 година, избягва в Румъния и в Галац отваря кафене „Габровене“. То било истинско свърталище на хъшовете, което народният поет Иван Вазов посещавал и откъдето черпи сюжети и вдъхновение за своите „Хъшове“.
В 1917 – 1918 година през Първата световна война, бойновчани си построяват сами училище край един от красивите извори на р. Синкевица, в което се учат 30 деца. Учителите също са били жители на селото – последният известен учител е Иван Мянков. В 1920 жителите на Бойновци основават и народно читалище, на което дават името „Никола Войновски“. На 30 декември 1922 година се основава и овощарска кооперация „Плод“ по почина на известния овощар Минко Иванов. На международната изложба през 1936 година Варненската индустриална камара удостоява с грамота и сребърен медал овощаря Минко Иванов. 
В първата половина на XX век селото е здрава крепост на БЗНС. Още в 1900 година Иван Пилев се явява като пръв съмишленик в Габровско на основоположниците на земеделското движение Янко Забунов, Йордан Пекарев и Цанко Бакалов, а в 1919 година се основава земеделската дружба с председател Христо Иванов. 
Прочут майстор на воденици и бентове и други постройки е Гатю Колев, който строял не само сградите, но изработвал и цялата „машинария“ на водениците. Първи в Габровско той въвел и изработил подливните водни колела на долапкините воденици, включително и на прочутата „Рязкова“ воденица в Габрово, в миналото над „конашкия“ мост (Игото). Той ръководил работата за строителството на църквата в с. Трънето, докато Христо Иванчев се грижил за набавянето на пари и материали. След това се преселил в с. Уруците /Кърпачево/ Ловешко, където построил много воденици на р. Осъм. 
От селцето са излезли много будни и ученолюбиви потомци, като фабриканти, строителни майстори, занаятчии, свещенници, учителя, инженери, адвокати, лекари, стопански ръководители и др. В гр. Габрово има повече от 50 семейства произлезли от селото и не по-малко в други градове на страната. Известни в Габрово са били старите занаятчии като Цветко Войновски, Стефан Бойновски, Христо Бойновски, Стефан Иванов и други участвували като основатели и съветници на Популярната банка. 
Населението на селото е най-голямо през 1890 година, когато жителите му наброяват 243, през 1926 година – 132, 1946 год. – 100, през 1956 год. – 83 души, а през 2021 г. едва 12.  
Поради близостта си до Габрово в периода на индустралиазиция преди Втората световна война, много жители се местят в града и стават или предприемачи, основавайки свои собствени цехове, или започват работа в различни фабрики.
През 1995 г. дотогавашното населено място колиби Бойновци придобива статута на село.
Склоновете около селото, които днес са покрити с гори, са били пасбища и площи, засети със зеленчукови и овощни градини.

## Население
Преброяване на населението през 2011 г.
Численост и дял на етническите групи според преброяването на населението през 2011 г.:
|                     | Численост | Дял (в %) |
| Общо                | 15        | 100,00    |
| Българи             | 15        | 100,00    |
| Турци               | 0         | 0,00      |
| Цигани              | 0         | 0,00      |
| Други               | 0         | 0,00      |
| Не се самоопределят | 0         | 0,00      |
| Неотговорили        | 0         | 0,00      |

## Културни и природни забележителности
Забележителности
На площада на село Бойновци има паметник на знаменосеца и военен командир на Ботевата чета Никола Войновски, който е родом от селото. Малко по-нагоре от площада е пътят на минаването на четата на Цанко Дюстабанов, който е посочен с табела.
На площада на селото се намира и параклисът „Света Неделя“, издигнат през 2000 г. със средства от Нели Мянкова, чиито баща е родом от селото. Архитектът на сградата, Димитър Хаджимаринов е от Пловдив.
В западния края на селото в близост до площада се намира стара воденица, която е разрушена. Малко над нея с намира и старото училище на селото, което днес е частен дом. 
Природа
Горите и ливадите над селото предоставят множество възможности за излети и разходки. След училището павираният път приключва и се превръща в живописен каменист път, който води в посока разклона за х. Партизанска поляна (4 – 5 часа пеша) и на хотел Люляците (около 1 ч. пеша), както и към с. Врабците – около 30 – 40 мин. пеша. Южният склон над селото е граница и на природен парк „Българка“, от където се откриват гледки към върховете Мазалат, Ботев и Шипка и паметника на Бузлуджа.  

## Редовни събития
В селото всяка година – първоначално на 7 юли, а впоследствие в съботата на седмицата, в която се пада 7 юли – се провежда курбан (събор), с който се отбелязва построяването на параклиса „Света Неделя“.

## Личности
- Никола Войновски – участник в националноосвободителното движение, военен ръководител на Ботевата чета